# Jehuda Glik
Jehuda Glik (hebr.: יהודה גליק, ang.: Yehuda Glick, ur. 20 listopada 1965 w Nowym Jorku) – izraelski rabin i polityk, w latach 2016–2019 poseł do Knesetu.

## Życiorys
Urodził się 20 listopada 1965 w Nowym Jorku. W 1974 wraz z rodzicami i sześciorgiem rodzeństwa wyemigrował do Izraela.
Ukończył studia w Izraelu i Stanach Zjednoczonych.
Bezskutecznie kandydował w wyborach w 2015. W dwudziestym Knesecie znalazł się jednak 23 maja 2016 zastępując Moszego Ja’alona. Zasiadał w komisji edukacji kultury i sportu oraz kilku komisjach specjalnych. Przewodniczył dziesięciu parlamentarnym lobby i zasiadał w dziewięciu innych. W wyborach w kwietniu 2019 utracił miejsce w parlamencie.